# Ден, Фёдор Иванович
Фёдор Иванович Ден (?—1828) — русский военный инженер, генерал-майор, участник русско-турецкой войны 1828—1829 гг.
Его брат, Иван Иванович, был членом Государственного совета.

## Биография
В военную службу вступил в 1809 году.
Был в составе гарнизона Рижской крепости при блокаде её французскими войсками в 1812 году; участвовал при осаде Торна в 1813 году.
С 1820 по 1822 годы командовал 2-м сапёрным батальоном, а с 1822 по 1827 годы — 1-м пионерным батальоном.
В 1827 году Ден был переведён в инженерный корпус. В 1828 году был командирован на театр войны с Турцией для исправления должности начальника инженеров 2-й армии. Находясь при осаде крепости Браилов, в ночь на 11 мая 1828 года, он устроил демонтир-батарею на 24 орудия; им же была устроена 2-я параллель от середины крепости к её правому флангу летучей сапой; затем, руководя там же всеми минными работами, он измерил ширину и глубину крепостного рва, для чего лично спустился в него.
За свои подвиги был 21 августа 1828 года был награждён орденом св. Георгия 4-й степени (№ 4162 по списку Григоровича — Степанова).
Умер в 1828 году, вскоре по сдачи крепости Браилов.

## Награды
- Награждён орденом Св. Георгия 4-й степени (№ 4162; 21 августа 1828).
- Также награждён другими орденами Российской империи.